# Greg Laconsay
Gregorio “Greg” C. Laconsay (Natividad, Pangasinán, 12 de marzo de 1931) editor de varias importantes publicaciones y escritor filipino en ilocano y tagalo.
En 1966, fue editor jefe de la revista Bannawag. Llegó a ser director de apoyo para publicaciones como Liwayway Publishing, Inc., de donde sería más tarde director general en 1977. Se retiró en 1991 habiendo recibido veintisiete premios y reconocimientos de distintas organizaciones en Filipinas y el extranjero. También fue miembro de la Filipino Academy of Movie Arts and Sciences (FAMAS).

## Obra

### Diccionarios
- Iluko-English-Tagalog Dictionary (1993)[4]
- Simplified Iluko Grammar (2005)

### Novelas
- Ti Kabusor (1974)
- Ti Love Story ni Theresa (1971)
- Nalagda a Cari (1951)
- Rebelde (1957)
- Villa Verde (1959)
- Sacramento (1960)
- Purísima Concepción (1961)
- Kadena Perpetua (1961)
- Kasimpungalan (1962)
- Rupanrupa (1963)
- Ti Ubing nga Agpateg iti Sangapirgis a Papel (1964)
- Dawel (1964)
- Littik (1965)
- Samuel (1966)
- Dagiti Agtawid (1967)
- Ti Biddut (1968)
- Nympho (1971)

### Literatura sobre educación sexual
- Lalake at Babae (1974) - Man and Woman
- Sex Education sa Modernong Lalaki at Babae (1986) - Sex Education for Modern Man and Woman
- Panalo Ka! (1990) - You Win!
- My Sexpert Opinion (1984)